# 20722 Aaronclevenson
20722 Aaronclevenson este o planetă minoră (asteroid) din centura de asteroizi. A fost descoperită pe 4 decembrie 1999 la Catalina Station⁠(d) de Catalina Sky Survey. 
Obiectul prezintă o orbită caracterizată de o semiaxă mare de 3,0402669 UAi, o excentricitate de 0,08, o înclinație de 11,13314 ° în raport cu ecliptica.